# 町町單車
町町單車是中國大陸一間已經結束營業的創業與交通網路公司南京鐵拜網絡科技所營運的共享單車品牌，總部位於南京棲霞區，創辦於2016年12月18日，2017年8月因公司爆出醜聞而結束營運。主要業務為單車短途出行手機APP預約服務。

## 歷史
町町單車的創辦人是泰州人丁偉，當時住在上海的丁偉受到摩拜單車的影響，認為共享單車的商業價值很高，於是他在經商的父親丁萬青提供他約莫2000萬資金讓他成立南京鐵拜網絡科技有限公司，由丁偉擔任執行董事。2016年11月3日，南京鐵拜網絡發展有限公司以1千萬人民幣資本額正式註冊成立，成為江蘇境內第一家網約自行車品牌。2016年12月18日，在江寧大學城南京曉莊學院的方山校區舉行啟動儀式並在此後正式投放5千輛單車。
2016年年底，丁萬青經營的另外一家公司普發創投傳出資金鏈斷裂、無法履行合約問題，而其中有資金轉入丁偉的帳戶供其在南京做生意，町町單車也因而出現財務問題。從2017年2月開始，町町單車陸續傳出押金及餘額難以退款的消息。4月28日，公司法定代理人由丁偉變更為丁萬青的姊姊丁金玉，其後因為棲霞工商局無法與負責人取得聯繫而在8月被棲霞區納入異常企業經營名錄，町町單車最終成為中國繼悟空單車和3V bike之後第三間停止營運的共享單車品牌。
2017年9月，由於町町單車的車輛亂停亂放情況嚴重而影響交通，南京市停車設施管理中心在無法與負責人及營運維護人員取得聯繫的情況下，清理街道上所有亂停亂放、無人管理的共享單車。截至11月為止，町町單車尚有1萬多名用戶的押金未完成退款，總金額將近2百萬元人民幣。

## 備註
1. ↑  使用者透過手機應用程式即可預約附近可用自行車的共享單車營運模式。